# Nicolás de Etolia
Nicolás (en griego antiguo: Nικoλαoς) era un general etolio de Ptolomeo IV (221–204 a. C.), rey de Egipto. En 219 a. C., dirigió el asedio de Ptolemaida, la cual estuvo defendida por el traidor Teodoto de Etolia, quien se había pasado de Ptolomeo a Antíoco III el Grande (223–187 a. C.). Nicolás, sin embargo abandonó el asedio ante la proximidad del rey seléucida. En el mismo año, de forma desconcertante envió socorros a los sitiados en el intento de Antíoco de tomar Tel Dor, en  Fenicia. En 218 a. C., fue investido por Ptolomeo con el mando supremo de Celesiria, un nombramiento plenamente justificado, según Polibio, por su experiencia militar y valentía. Fue, sin embargo, desalojado por Antíoco y sus generales de una posición fuerte que había tomado entre la Líbano y el mar cerca la ciudad de Porfireo, y se vio obligado a buscar refugio en Sidón. Tal vez pueda conjeturarse que después de esto desertó del ejército de Antíoco, pues, encontramos el nombre de Nicolás de Etolia mencionado entre los generales del rey sirio en su campaña en Hircania, en 209 a. C.